# 吕克斯豪森
吕克斯豪森是德国莱茵兰-普法尔茨州的一个市镇。总面积3.35平方公里，总人口213人，其中男性105人，女性108人（2011年12月31日），人口密度64人/平方公里。